# أنيسون كبير
أنيسون كبير (الاسم العلمي Pimpinella major)، نبات بري معمر من فصيلة الخيمية يعلو حتى 100 سم. ساقه منتصبة، فرعاء، جؤفاء،
مورِقة. أوراقه ريشية مُفردة، من واحد إلى تسع وُريقات. أزهاره بيضاء أو وردية بخيمات غير مُقَلَّفَة. ثماره على بعض الخشونة. رائحته كرائحة التيوس
(الأرومة). الطعم حامز.

## المركبات
زيت دهني، صابونوسيد، عنصر مر، راتنج، هو مُشَهًّ مُلين، مُدِر للحليب، معرق ضافٍ للجرح. يُفيد الذبحة، الفم، البحة، رَقَّة القلب،
سعال.

## معرض صور

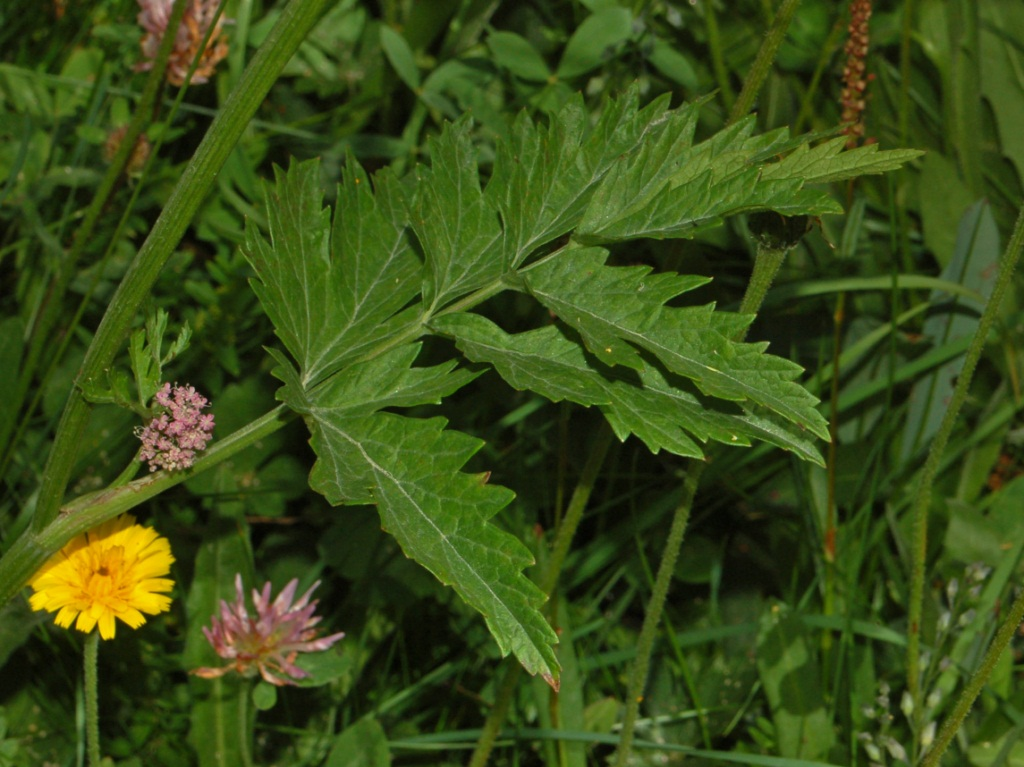
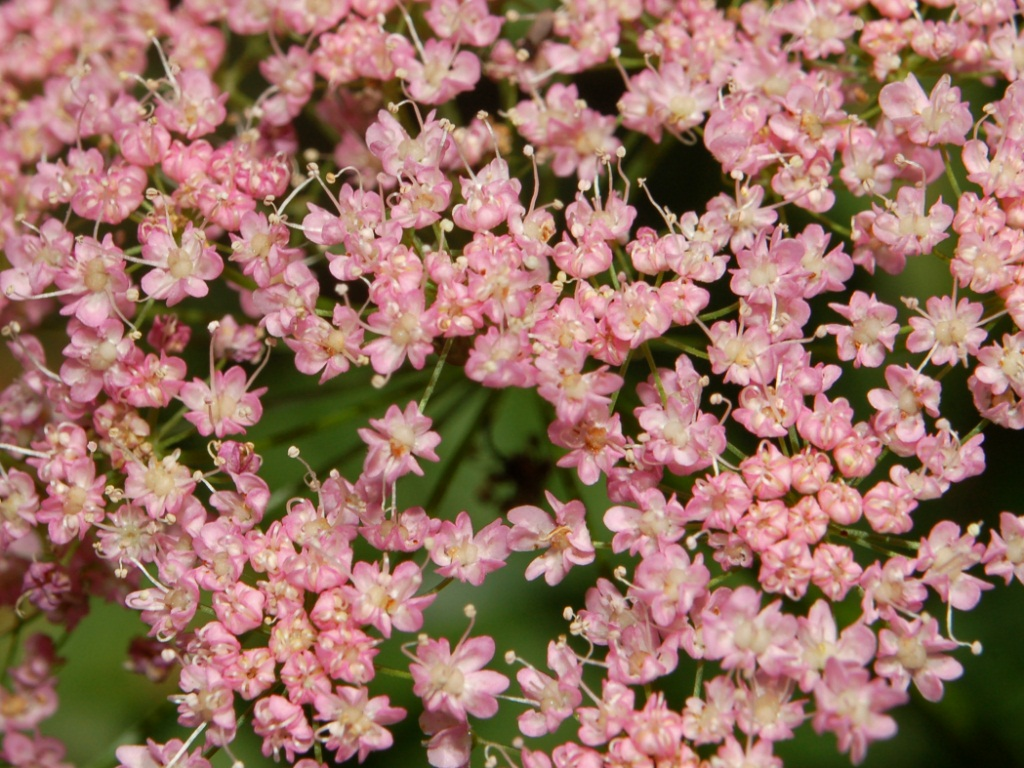
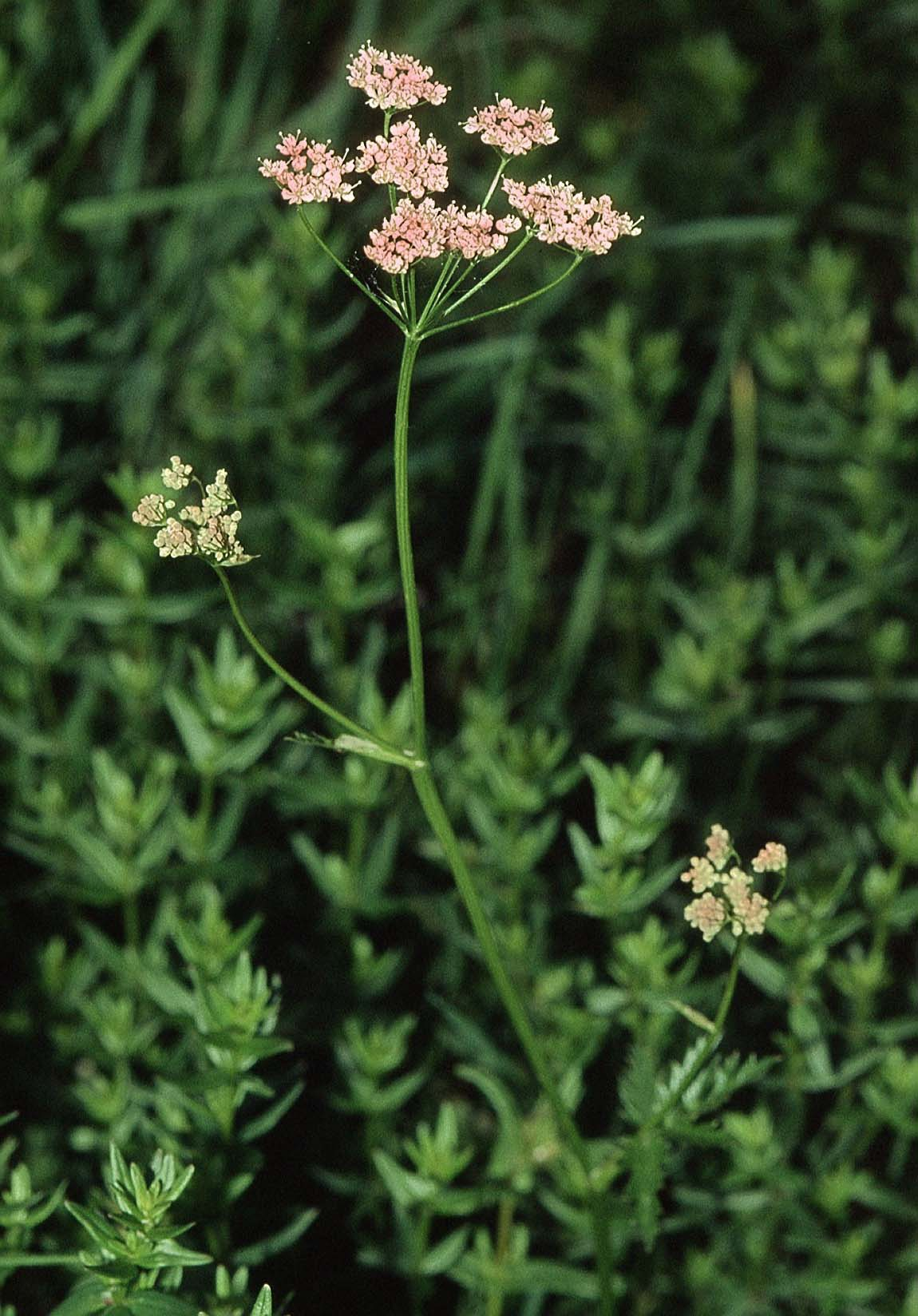
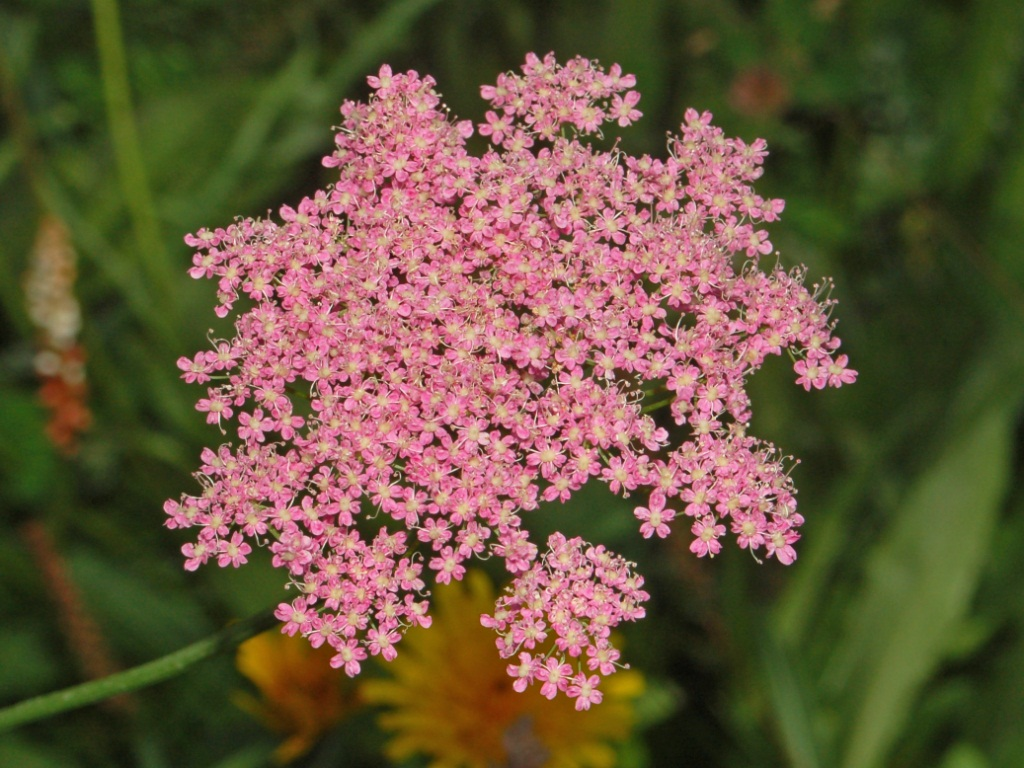
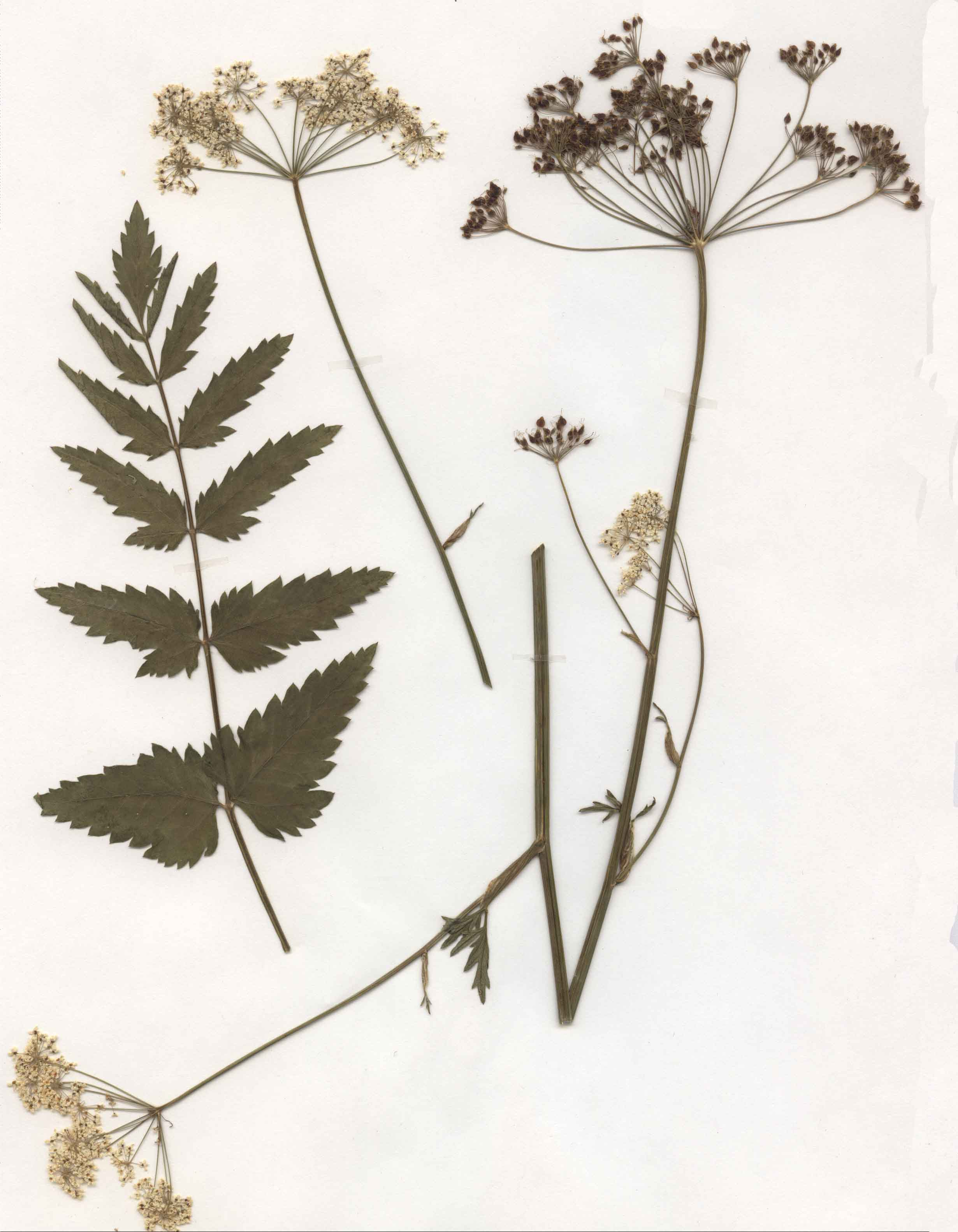
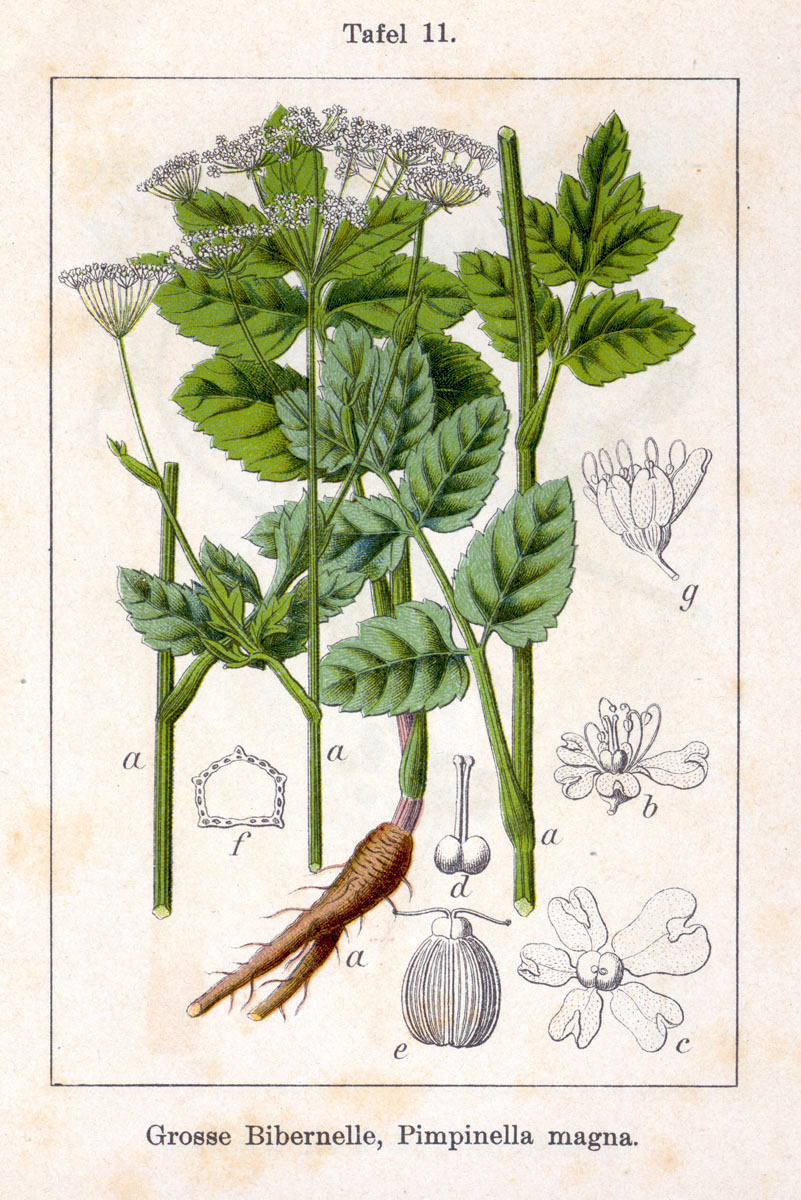